# Charles J. Folger
Pour les articles homonymes, voir Folger.
Charles James Folger, né le 16 avril 1818 à Nantucket (Massachusetts) et mort le 4 septembre 1884 à Geneva (New York), est un homme politique américain. Membre du Parti républicain, il est secrétaire du Trésor entre 1881 et 1884 dans l'administration du président Chester A. Arthur.